# Peter McCauley
Peter McCauley (* 8. März 1950 in Neuseeland) ist ein neuseeländischer Schauspieler.

## Leben und Karriere
Peter McCauley wurde 1950 in Neuseeland geboren. McCauley ist mit der Schauspielerin Catherine Wilkin verheiratet.
Sein Schauspieldebüt hatte Peter McCauley in der Filmkomödie Middle Age Spread als Mann in der Bar. Anschließend folgten weitere Tätigkeiten in neuseeländischen und australischen Filmen mit. Im Jahr 1996 stand er das erste Mal in einer US-amerikanischen Fernsehproduktion vor der Kamera. Dabei verkörperte McCauley in Xena – Die Kriegerprinzessin in einer Folge die Rolle des Talmadeus neben Lucy Lawless als Xena. Ein Jahr später spielte er eine kleine Rolle als Admiral in dem Fernsehfilm 20.000 Meilen unter dem Meer neben Michael Caine und Patrick Dempsey. Als Detectiv Hudson war er in dem Kriminalfilm Das Interview neben Hugo Weaving zu sehen, der die Hauptrolle spielte. 1998 spielte er in vier Folgen die drei unterschiedlichen Charaktere Odin, Ajax und Gekkus in der Fernsehserie Hercules mit Kevin Sorbo als Hercules.
In dem Fernsehfilm Die verlorene Welt spielte er die Hauptrolle des Dr. Georg Edward Challenger und anschließend verkörperte McCauley diese Rolle für 66 Folgen in der gleichnamigen Fernsehserie und wurde dabei von Bodo Wolf synchronisiert. Als Lucius Caelius war Peter McCauley 2012 in Spartacus: Blood and Sand für Folgen zu sehen. Zuletzt erhielt er die Hauptrolle in dem Filmdrama Existence.

## Filmografie (Auswahl)
- 1986: Mad Mission 4 – Man stirbt nicht zweimal (Mad Mission Part 4: You Never Die Twice)
- 1996: Xena – Die Kriegerprinzessin (Xena, Fernsehserie, Folge 1x21 The Greater Good)
- 1997: 20.000 Meilen unter dem Meer (20,000 Leagues Under the Sea, Fernsehfilm)
- 1998: Hercules (Hercules: The Legendary Journeys, Fernsehserie, vier Folgen)
- 1999–2002: Die verlorene Welt (The Lost World, Fernsehserie, 66 Folgen)
- 2004–2005: The Secret Life of Us (Fernsehserie, drei Folgen)
- 2005: Herkules (Fernsehfilm)
- 2006: Perfect Creature
- 2011: Emilie Richards – Sehnsucht nach Paradise Island (Fernsehfilm)
- 2012: Spartacus: Blood and Sand (Fernsehserie, vier Folgen)
- 2016: The Light Between Oceans
- 2020: One Lane Bridge (Fernsehserie, 6 Folgen)